# Michaił Ławrientjew
Michaił Aleksiejewicz Ławrientjew (ros. Михаи́л Алексе́евич Лавре́нтьев, ur. 6 listopada?/19 listopada 1900 w Kazaniu, zm. 15 października 1980 w Moskwie) – radziecki matematyk i mechanik, wiceprezes Akademii Nauk ZSRR (1957–1975), Bohater Pracy Socjalistycznej (1967).

## Życiorys
W latach 1910–1911 uczył się w szkole w Getyndze w Niemczech. W 1918 roku ukończył szkołę komercyjną w Kazaniu i wstąpił na Wydział Fizyczno-Matematyczny Uniwersytetu Kazańskiego. W latach 1921–1922 studiował na Wydziale Fizyczno-Matematycznym Moskiewskiego Uniwersytetu Państwowego, następnie wykładał w Moskiewskiej Wyższej Szkole Technicznej. W 1927 roku został kandydatem nauk fizyczno-matematycznych i został delegowany na pół roku do Francji. Rok później w składzie delegacji ZSRR brał udział w Międzynarodowym Kongresie Matematyków w Bolonii, gdzie wystąpił z wykładem. Od 1929 do 1935 starszy inżynier Centralnego Instytutu Aerohydrodynamicznego im. Żukowskiego, jednocześnie w latach 1929–1931 kierownik katedry i profesor Moskiewskiego Instytutu Chemiczno-Technologicznego, od 1931 roku profesor Moskiewskiego Uniwersytetu Państwowego. Od 1934 roku doktor nauk technicznych, od 1935 roku doktor nauk fizyczno-matematycznych. W 1939 roku został dyrektorem Instytutu Matematyki Akademii Nauk Ukraińskiej SRR w Kijowie, w latach 1939–1941 i ponownie 1945–1948 profesor Wydziału Fizyczno-Matematycznego Kijowskiego Uniwersytetu Państwowego. W czasie II wojny światowej ewakuowany do Ufy. W latach 1941–1944 kierował Wydziałem Matematyki Zjednoczonego Instytutu Fizyki i Matematyki Akademii Nauk Ukraińskiej SRR, w lutym 1945 wrócił do Kijowa. W latach 1945–1948 był wiceprezydentem Akademii Nauk Ukraińskiej SRR. Od 1946 roku akademik Akademii Nauk ZSRR.
W 1947 roku na sesji Akademii Nauk ZSRR wystąpił z wykładem o drogach rozwoju matematyki radzieckiej (opublikowanym w 1948 roku). W 1950 roku został dyrektorem Instytutu Mechaniki Precyzyjnej i Techniki Obliczeniowej, później pracował również przy utworzeniu broni atomowej w ZSRR. W latach 1951–1953 akademik-sekretarz Wydziału Nauk Fizyczno-Matematycznych Akademii Nauk ZSRR i profesor Moskiewskiego Uniwersytetu Państwowego, w latach 1953–1955 zastępca kierownika naukowego KB-1 (Centrum Jądrowe w Arzamasie-16 (obecnie miasto Sarow). Wraz z Nikołajem Bogolubowem nad bronią atomową. W 1955 roku został członkiem Prezydium Akademii Nauk ZSRR. W latach 1955–1957 ponownie był akademikiem-sekretarzem Wydziału Nauk Fizyczno-Matematycznych Akademii Nauk ZSRR. W latach 1957–1957 kierował utworzonym 18 maja 1957 Syberyjskim Oddziałem Akademii Nauk ZSRR, jednocześnie w latach 1957–1976 był kierownikiem zorganizowanego przez siebie Instytutu Hydrodynamiki Akademii Nauk ZSRR. W 1958 roku odegrał ważną rolę przy zorganizowaniu Nowosybirskiego Uniwersytetu Państwowego, w którym w latach 1959–1962 kierował katedrą analizy matematycznej, a w latach 1962–1966 katedrą hydrodynamiki; jednocześnie w latach 1963–1964 był przewodniczącym Rady ds. Nauki przy Radzie Ministrów ZSRR. Od 1976 do 1980 był przewodniczącym Narodowego Komitetu ZSRR ds. Matematyki Teoretycznej i Stosowanej. Członek rzeczywisty Czechosłowackiej Akademii Nauk (1957), honorowy członek Bułgarskiej Akademii Nauk (1966), członek korespondent Niemieckiej Akademii Nauk w Berlinie (1969), członek Akademii Nauk Finlandii (1969), zagraniczny członek Francuskiej Akademii Nauk (1971) i PAN (1971). Od 31 października 1961 do 24 lutego 1976 zastępca członka KC KPZR. Deputowany do Rady Najwyższej ZSRR od 5 do 9 kadencji (1958–1979), deputowany do Rady Najwyższej Ukraińskiej SRR (1947–1951). Honorowy obywatel Nowosybirska (1970). Pochowany na Cmentarzu Południowym w Nowosybirsku.

## Odznaczenia i nagrody
- Złoty Medal „Sierp i Młot” Bohatera Pracy Socjalistycznej (29 kwietnia 1967)
- Order Lenina (pięciokrotnie – 1953, 1 czerwca 1956, 16 listopada 1960, 29 kwietnia 1967 i 17 września 1975)
- Order Rewolucji Październikowej (18 listopada 1970)
- Order Czerwonego Sztandaru Pracy (czterokrotnie – 10 czerwca 1945, 23 stycznia 1948, 1953 i 1954)
- Order Wojny Ojczyźnianej II klasy (1 października 1944)
- Nagroda Leninowska (1958)
- Nagroda Stalinowska I klasy (dwukrotnie – 1946 i 1949)
- Złoty Medal im. Łomonosowa Akademii Nauk ZSRR (1977)
- Komandor Legii Honorowej (Francja, 1971)
- Order Cyryla i Metodego I klasy (Ludowa Republika Bułgarii, 1969)
- Medal „50 lat Mongolskiej Republiki Ludowej” (Mongolska Republika Ludowa, 1972)